# Taylorix

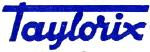
Frühes Logo von Taylorix

Die Taylorix Organisation war ein deutsches Dienstleistungsunternehmen in der Büro- und Informationstechnikbranche und wurde 1921 von Julius Paul Stiegler und Konradin Haußer in Stuttgart gegründet. Es wurde nach dem Ökonomen Frederick Winslow Taylor benannt. In den 1930er Jahren wurden Innovationen in der Buchführung getätigt. 1939 existierten 48 Zweigstellen. Die Mitarbeiterzahl stieg 1978 auf bis zu 1.400 in 44 Zweigstellen zuzüglich 450 im Stammwerk Stuttgart. Um 1980 war Taylorix der zweitgrößte Dienstleister mit Rechenzentren in Deutschland. Der Umsatz betrug 1980 147 Millionen DM. 1988 erfolgte die Gründung der Taylorix AG mit dem Mehrheitseigner Porsche. 1991 wurden in den neuen Bundesländern acht neue Vertriebsstellen eröffnet. 1994 wurde das Unternehmen an Automatic Data Processing verkauft. Die Firma erlosch 1999.

## Geschichte
1939 wurden in den Schreibmaschinen der Torpedo-Werke (Torpedo 6) das Buchungssystem Contofix integriert und unter dem Namen Taylorix vermarktet.
Lieferant der Papierprodukte war die Druckerei Georg Kohl GmbH in Brackenheim (heute Ricoh). Georg Kohl stieg später auch als Gesellschafter ein. 1950 wurde der Taylorix Fachverlag gegründet. In den 1960er Jahren erschienen das Buchungssystem Fixomat und das Datenerfassungssystem Fixodata. 1966 entstand das erste Rechenzentrum in Stuttgart.
1970 wurde das Bildungszentrum taylorix institut für berufliche Bildung e.V. gegründet. Zwischen 1971 und 1984 wurden OEM-Bürocomputer von Triumph-Adler vertrieben, darunter die TA 1000 (ab 1973). Zielgruppe waren kleine und mittlere Unternehmen, insbesondere Steuerberater. 1976 wurde eine Kooperation mit Tymshare Inc., Cupertino, Kalifornien, abgeschlossen (die RETRIEVE, das Vorgängersystem von dBASE, geschaffen hatten) und die Tochter Taylorix-Tymshare GmbH gegründet. Taylorix-Tymshare vermarktete Tymshare-Anwendungen, z. B. das E-Mail-System „OnTime“ (basierend auf Tymnet), das multi-dimensionale Datenbank-Managementsystem „Express“. Marketing-Abteilungen einiger großer Firmen (wie Johnson&Johnson oder BAT) benutzten - via Type-Writer - Express (verfügbar im Time-Sharing Mode, später auch auf PC-DOS) für die Analyse von Nielsen oder GfK Verkaufszahlen. Taylorix-Tymshare wurde 1986 aufgelöst.
Ab 1980 wurden Computer von DEC (PDP-11 als System 11) und von 1981 bis 1985 CP/M-Computer und Terminals des Unternehmen Siemens sowie die Eigenentwicklung System 4 vertrieben; danach auch andere Personal-Computer wie der Commodore 128 und IBM PCs. 1981 waren über 11.700 System installiert, dies bedeutete nach Stückzahlen Rang 6 in Deutschland, noch vor Philips, Siemens und DEC.
1992 wurde die Tochter THS-Software gegründet, die bis heute besteht. Neben Schreibmaschinen, Computern und Peripheriegeräten wie Drucker, wurde auch branchenspezifische Software entwickelt, darunter das Finanzprogramm Timos und die Steuerberatungssoftware Mandant 44. Nach Gründung und Verkauf der Aktiengesellschaft übernahm das Unternehmen Addison den Vertrieb der Software, bevor 1999 die Marke gelöscht wurde.